# Lista över Simpsons-serietidningar
Detta är en lista över serietidningar och serieböcker baserade på tv-serien Simpsons och publicerade av Bongo Comics i USA. Den första serierutan baserad på Simpsons publicerades 1991 i Simpsons Illustrated. Serierutorna blev populära och den första serietidningen, Simpsons Comics and Stories som innehöll tre historier lanserades under 1993 i samband med att Simpsons Illustrated lades ner. Serietidningen såldes över förväntan och grundaren av Simpsons, Matt Groening grundade tillsammans med Bill Morrison, Cindy Vance, Mike Rote och Steve Vance förlaget Bongo Comics. Under 1993 publicerade förlaget, Simpsons Comics, Bartman, Radioactive Man och Itchy & Scratchy Comics. Idag trycker förlaget serietidningarna Bart Simpson Comics, Simpsons Classics, Simpsons Comics, Simpsons Super Spectacular, Simpsons Winter och Summer Shindig samt Treehouse of Horror. De deltar även varje år i Free Comic Book Day sedan 2005.
I Storbritannien utges Simpsons Comics och Bart Simpson av förlaget Titan Magazines, under samma titel. Samma tidningar publiceras också i Australien av Otter Press. I Storbritannien publicerades även Simpsons i tidningen The Times under 1999 som Simpsons Comic Strip. Under 2000 publicerades Simpsons Comics Special Collectors' Edition i Storbritannien tillsammans med Burger King. I Australien och Nya Zeeland har man även publicerat två nummer av Simpsons Summer Special.
Simpsonsserier har utkommit och publiceras i vissa fall fortfarande i Australien, Österrike, Brasilien, Tjeckien, Estland, Finland, Frankrike, Tyskland, Ungern, Italien, Mexiko, Nederländerna, Norge, Ryssland, Serbien, Spanien, Sverige och Storbritannien.

## Amerikanska publikationer
| Titel                                                            | Första utgåva | Sista utgåva  |
| ---------------------------------------------------------------- | ------------- | ------------- |
| Bart Simpson Comics                                              | oktober 2000  | nuvarande     |
| Bart Simpson's Joke Book                                         | juni 2005     | juni 2005     |
| Bart Simpson's Treehouse of Horror/Simpsons' Treehouse of Horror | oktober 1995  | nuvarande     |
| Bartman                                                          | december 1993 | juli 1995     |
| Bartman and Radioactive Man                                      | maj 1994      | maj 1994      |
| Best Radioactive Man Event Ever                                  | 2009          | 2009          |
| Bongo Comics Group Spectacular                                   | 1993          | 1993          |
| Comic Book Guy: The Comic Book                                   | juli 2010     | nuvarande     |
| Free Comic Book Day                                              | juli 2005     | nuvarande     |
| Itchy & Scratchy Comics                                          | december 1993 | november 1994 |
| Krusty Comics                                                    | januari 1995  | mars 1995     |
| Lisa Comics                                                      | april 1995    | april 1995    |
| The Official History of Bongo Comics                             | 1993          | 1993          |
| Radioactive Man                                                  | januari 1994  | november 2004 |
| Simpsons Classics                                                | sommaren 2004 | nuvarande     |
| Simpsons Comics                                                  | november 1993 | nuvarande     |
| Simpsons Comics and Stories                                      | januari 1993  | januari 1993  |
| Simpsons Futurama Crossover Crisis                               | augusti 2002  | mars 2005     |
| Simpsons Holiday Humdinger                                       | oktober 2004  | oktober 2004  |
| Simpsons Illustrated                                             | april 1991    | 1993          |
| Simpsons Super Spectacular                                       | juni 2006     | nuvarande     |
| Simpsons Treasure Trove                                          | juli 2007     | april 2009    |
| Simpsons Summer Shindig                                          | augusti 2007  | nuvarande     |
| Simpsons Winter Wingding                                         | november 2006 | nuvarande     |

### Bart Simpson Comics
Första numret av Bart Simpson Comics utgavs i USA under oktober 2000 och utges idag varannan månad. I juli 2010 har det publicerats 55 nummer av serietidningen, som inriktar sig på Bart Simpson.

### Bart Simpson's Joke Book
Bart Simpson's Joke Book utkom tillsammans med nummer 24, 1995 av Hero Illustrated och innehöll serierna, "Fact or Affliction", "The Best Detentions", "Missing the Issues", "Book Schnook", "The High Cost of Giving", "Patty and Selma's Dating Do's & Dont's", "Con-Job, "Bash to the Future", "Moon Launch", ""Turning Comics into Movies" with Troy McClure" och "Have a Nice Day Dream". Serierna skrevs av Andrew Osborne och Barry Dutter och tecknades av Bill Ho, Chris Clements, David Windett, Jen Kamerman, Luis Escobar och Shaun Cashman.

### Bart Simpson's Treehouse of Horror/The Simpsons' Treehouse of Horror
Simpson's Treehouse of Horror, tidigare Bart Simpson's Treehouse of Horror utkommer varje år i september sedan 1995. Berättelsen är liksom avsnitten i tv-serien med titeln "Treehouse of Horror", annorlunda och ska uppfattas som mer skrämmande och är skrivna av internationella författare och tecknare. Precis som i tv-serien så gör man många parodier på filmer och historier till versioner som utspelar sig i Springfield. Historierna har efteråt publiceringen släppts i samlingsutgåvor.

### Bartman
Bartman är en serietidning med Bartman, ett alter ego av Bart Simpson. Sex nummer trycktes mellan december 1993 och juli 1995. I tv-serien har Bartman medverkat i Three Men and a Comic Book och Revenge is a Dish Best Served Three Times. Bartman är också en spelkaraktär i spelen Bart vs. The World och The Simpsons Game.

#### Utgåvor
| Nr | Utgivning     | Titel                                                     | Manus                         | Teckning                                               |
| -- | ------------- | --------------------------------------------------------- | ----------------------------- | ------------------------------------------------------ |
| 1  | december 1993 | "The Comic Cover Caper!"                                  | Steve Vance                   | Phil Ortiz                                             |
| 1  | december 1993 | "Bart's Bottom 40"                                        |                               |                                                        |
| 2  | april 1994    | "Where Stalks... The Penalizer!"                          | Jan Strnad                    | Bill Morrison, Phil Ortiz, Steve Vance & Tim Bavington |
| 3  | augusti 1994  | "The Final Collision"                                     | Jan Strnad                    | Bill Morrison & Steve Vance                            |
| 4  | maj 1995      | "Bartman"                                                 | Bill Morrison & Gary Glasberg | Chris Clements                                         |
| 5  | juni 1995     | "Bartman - Part Two: Sisters Are Doin' It For Themselves" | Bill Morrison & Gary Glasberg | Jim Massara                                            |
| 6  | juli 1995     | "Bartman - Part III: The Great Purple Hope"               | Bill Morrison & Gary Glasberg | Chris Clements, Luis Escobar & Tim Bavington           |

### Bartman and Radioactive Man
Bartman and Radioactive Man var en crossover serietidning på sexton sidor som medföljde i nummer 11, 1994 av Hero Illustrated, tillsammans medföljde också en poster av Bartman och Radioactive Man. Berättelsen gick under namnet "Lo, There Shall Come... A Bartman!" och är skriven av Steve Vance. Serietidningen innehåller också historien "So You Are Wanting To Start A Small Business!"

### Best Radioactive Man Event Ever
Best Radioactive Man Event Ever är en samlingsutgåva utgiven 2009 som innehåller "Simpsons Comics #155", "Bart Simpson #48", och "Simpsons Super Spectacular #9" och utgavs enbart under San Diego Comic-Con International. Endast 1000 exemplar delades ut.

### Bongo Comics Group Spectacular
Bongo Comics Group Spectacular delades enbart ut till anställda inom Bongo Comics, och 1000 numrerade kopior delades ut. Den trycktes under 1993 och innehöll det första numret av Bartman, Itchy & Scratchy Comics, Radioactive Man och Simpsons Comics.

### Comic Book Guy: The Comic Book
Comic Book Guy: The Comic Book är en serietidning som innehåller parodier på vanliga serietidningar. Det första numret utgavs i juli 2010, därefter utges en ny varje månad.

### Free Comic Book Day
Under Free Comic Book Day (första lördagen i maj) utger Bongo Comics sedan 2005 en serietidning som delvis innehåller material från "Simpsons"-tidningarna och "Futurama Comics".

#### Utgåvor
| Nr | Utgivning | Titel                                                   | Manus                                                     | Teckning                                                         | Originalutgåva                                 |
| -- | --------- | ------------------------------------------------------- | --------------------------------------------------------- | ---------------------------------------------------------------- | ---------------------------------------------- |
| 1  | 2005      | "Homer's America"                                       | Ian Boothby                                               | Luis Es                                                          | Simpsons Comics #90                            |
| 1  | 2005      | "The Bender You Say"                                    | Ian Boothby                                               | James Lloyd                                                      | Futurama Comics #13                            |
| 1  | 2005      | "Taming Your Wild Child"                                | Clint Johnson                                             | James Lloyd                                                      | Bart Simpson #12                               |
| 1  | 2005      | "Krustyland Amusement Park"                             | Matt Groening                                             | Bill Morrison                                                    | Radioactive Man #216                           |
| 1  | 2005      | "The Grotesque Garage Sale of Gargamash!"               | Chuck Dixon                                               | Hilary Black                                                     | Bongo Super Heroes #7 Starring Radioactive Man |
| 1  | 2005      | "I Will Send You Prizes Like These! Krusty Seed Co."    |                                                           |                                                                  | Radioactive Man 80pg Colossal #1               |
| 2  | 2006      | "Comic Book Guy Gets A Life!"                           | Ian Boothby                                               | Phil Ortiz                                                       | Simpsons Comics #105                           |
| 2  | 2006      | "The Origin Of Glowy"                                   | Bill Morrison                                             | Bill Morrison                                                    | Radioactive Man 80pg Colossal #1               |
| 2  | 2006      | "Backstage at Bongo Comics Group"                       |                                                           |                                                                  |                                                |
| 2  | 2006      | "Holy Cow!! Has Pie Man Turned Evil?"                   |                                                           | Ty Templeton                                                     | Simpsons Super Spectacular #1                  |
| 2  | 2006      | "Embrace Your Inner Geek!"                              | Bill Morrison, Ian Boothby, Patric Verrone & Ty Templeton | Bill Morrison, John Delaney, Phil Ortiz, Tom King & Ty Templeton |                                                |
| 3  | 2007      | "Spree For All"                                         | Ian Boothby                                               | Phil Ortiz                                                       | Simpsons Comics #105                           |
| 3  | 2007      | "The Origin Of Glowy"                                   | Evan Dorkin                                               | James Lloyd                                                      | Bart Simpson #31                               |
| 3  | 2007      | "Fry's Top 10 Reasons Why Robots Make Great Roommates!" | Eric Rogers                                               | James Lloyd                                                      |                                                |
| 3  | 2007      | "Familiarity Breeds Farklempt!"                         | Eric Rogers                                               | Jason Ho                                                         | Futurama Comics #37                            |
| 3  | 2007      | "The Secret Life of Bart Simpson"                       | Tom Peyer                                                 | James Lloyd                                                      | Bart Simpson #30                               |
| 3  | 2007      | "Captain's Log!"                                        |                                                           |                                                                  |                                                |
| 3  | 2007      | "Hog Tied"                                              | Amanda McCann                                             | James Lloyd                                                      | Bart Simpson #32                               |
| 4  | 2008      | "A League of Their Own"                                 | Ian Boothby                                               | John Delaney                                                     | Simpsons Super Spectacular #3                  |
| 4  | 2008      | "Stink & Stinkability"                                  | James Bates                                               | James Lloyd                                                      | Bart Simpson Comics #26                        |
| 4  | 2008      | "The Simpsons Comics Internationale"                    | Chuck Dixon                                               | James Lloyd & Nina Matsumoto                                     | Simpsons Comics #131                           |
| 5  | 2009      | "No Such Thing As A Free Comic"                         | Chuck Dixon                                               | John Delaney                                                     | Bart Simpson Comics #41                        |
| 5  | 2009      | "Hostile Makeover"                                      | Eric Rogers                                               | Mike Kazaleh                                                     | Futurama Conquers the Universe                 |
| 5  | 2009      | "Captain Cupcake and Pieboy!"                           | Mike W. Barr                                              | James Lloyd                                                      | Simpsons Super Spectacular #5                  |
| 6  | 2010      | "Clown Therapy"                                         | Chuck Dixon                                               | Phil Ortiz                                                       | Simpsons Comics #115                           |
| 6  | 2010      | "Maggie's Crib"                                         | Sergio Aragonés                                           | Sergio Aragonés                                                  | Bart Simpson Comics #50                        |
| 6  | 2010      | "Homer Beats the Heat"                                  | Tony DiGerolamo                                           | Phil Ortiz                                                       | The Simpsons Summer Shindig #1                 |
| 6  | 2010      | "The League of Extraordinary Barts!"                    | Ian Boothby                                               | John Delaney                                                     | Simpsons Super Spectacular #2                  |

### Itchy & Scratchy Comics
Itchy & Scratchy Comics är namnet på fyra serietidningar utgivna av Bongo Comics, det första numret publicerades 29 november 1993. Därefter publicerades två utgåvor till samt en specialutgåva, Itchy & Scratchy Holiday Hi-Jinx. Efterfrågan av serien var låg så den lades ner 1994.
Det första numret kom ut i tre upplagor, en version kom med en affisch som tillsammans med affischer som ingår i Radioactive Man #1, Simpsons Comics #1 och Bartman #1 blir en gigantisk affisch och kostade 2,25 dollar. Den vanliga upplagan utan affisch och streckkod på omslaget kostade 1,95 dollar. Den tredje upplagan var ett nytryck original utan streckkoden på framsidan och kostade också 1.95 dollar. På 1993:års Golden Apple Comics i Los Angeles signerade Bongo Comics 500 exemplar av Itchy & Scratchy #1 och gav ut dem med ett äkthetsbevis, (COA) med dem. Varje COA är individuellt numrerade.

#### Utgåvor
| Nr                                                 | Utgivning     | Titel                                                                | Manus                                     | Teckning                                  |
| -------------------------------------------------- | ------------- | -------------------------------------------------------------------- | ----------------------------------------- | ----------------------------------------- |
| 1                                                  | december 1993 | "Around The World In 80 Pieces"                                      | Steve Vance                               | Mike Milo & Steve Vance                   |
| 1                                                  | december 1993 | "Inside Itchy & Scratchy"                                            |                                           |                                           |
| 1                                                  | december 1993 | "Itchy & Scratchy's Top 40"                                          |                                           |                                           |
| 2                                                  | mars 1994     | "The Itchy & Scratchy Movie II"                                      | Dan Castellaneta & Deb Lacusta            | Bill Morrison                             |
| 3                                                  | juni 1994     | "Labor Pains"                                                        | Harry McLaughlin, Mike Milo & Steve Vance | Harry McLaughlin, Mike Milo & Steve Vance |
| Itchy & Scratchy Comics Holiday Hi-Jinx Special #1 | november 1994 | "It's A Wonderful Knife An Itchy & Scratchy Holiday Fun Spectacular" | Jason Grode                               | Stephanie Gladden                         |

### Krusty Comics
Krusty Comics publicerades i tre utgåvor mellan januari och mars under 1995 och riktade in sig på Krusty. Samtliga tidningarna innehöll trilogiserierna "The Incredibly Stimulating Life Of Sideshow Mel" och "The Rise And Fall Of Krustyland".

#### Utgåvor
| Nr | Utgivning     | Titel                                                                     | Manus        | Teckning                   |
| -- | ------------- | ------------------------------------------------------------------------- | ------------ | -------------------------- |
| 1  | januari 1995  | "The Rise And Fall Of Krustyland, Part One"                               | Jamie Angell | Phil Ortiz & Shaun Cashman |
| 1  | januari 1995  | "Krusty & Mr. Teeny in Double Date"                                       | Jamie Angell | Luis Escobar               |
| 1  | januari 1995  | "The Incredibly Stimulating Life Of Sideshow Mel Part One: On The Town"   |              |                            |
| 2  | februari 1995 | "The Rise And Fall Of Krustyland, Part Two"                               | Jamie Angell | Cary Schramm               |
| 2  | februari 1995 | "Krusty's Channeling Tips Finding A Decent Meal In Your Past Life"        | Jamie Angell | Luis Escobar               |
| 2  | februari 1995 | "The Incredibly Stimulating Life Of Sideshow Mel Part Two: On The Spot"   |              |                            |
| 3  | februari 1995 | "The Rise And Fall Of Krustyland, Part Three"                             | Jamie Angell | Cary Schramm               |
| 3  | februari 1995 | "The Incredibly Stimulating Life Of Sideshow Mel Part Three: On The Lamb" |              |                            |

### Lisa Comics
Lisa Comics utgavs endast som ett enda nummer och är en berättelse om Lisa i Ordlandet (Lisa in Wordland). Serien släpptes i april 1995 och handlar om när Lisa Simpson upptäcker ett alternativt universum kallat Wordland, då hon blir jagad av brevbäraren. Brevbäraren visar sig vara Ned Flanders och ger henne tur genom Ordlandet, men de blir fångade av Mr. Burns. Mr. Burns utmanar Lisa på en duell. Berättelsen är skriven av Mary Trainor och tecknad av Bill Morrison, Chris Clements & Stephanie Gladden.

### The Official History of Bongo Comics
The Official History of Bongo Comics var en begränsad serietidning på tio sidor, som på en upplaga på 750 nummer som delades ut under 1993 på San Diego Comic Con. Varje tidning är numrerad.

### Radioactive Man
Mellan 1994 och 2004 publicerade Bongo Comics, serietidningar med seriefiguren Radioactive Man från Simpsons i USA. Serien har lanserats i verkligheten i två volymer. Historier med Radioactive Man har även publicerats i Simpson Comics. Inför releasen av The Simpsons: Filmen, såldes "Radioactive Man Comic Book Edition #711" på de 7-Eleven-butiker som hade omvandlats till Kwik-E-Mart-butiker.
I serietidningen är Radioactive Man ett alt-ego av "Claude Kane III", en playboymiljonär vars personlighet är välmenande men klumpiga och inte alltför ljusa, dessutom har Claudes personlighet fastnat i en 1950-tals syn. För att bevara sin hemliga identitet bär Claude ständigt olika typer av mössor, för att dölja den blixt-formade granatsplitter som sticker upp ur hans huvud.
Det första numret av serien från Bongo Comics skiljer sig från Radioactive Man #1 som visas i Simpsons-avsnittet "Three Men and a Comic Book" då han av en olyckshändelser får byxorna fångad på taggtråd precis innan en mega-bomb exploderar. I serietidningen utgiven av Bongo Comis är Claude inte klädd i trasiga kläder och överlevde för att han fick en stor blixt-formade skärva av metall i huvudet av explosionen.
Serierna är ofta parodier på andra tecknade serier, och läsaren kan följa utvecklingen av Radioactive Man från 1950-talet genom politiskt reaktionär och de radikala åren på 1960-talet och 1970-talet samt de mörka och oroliga år-talen 1980 och 1990. Serietidningarna publiceras som om de vore producerade för Simpsons, en upplaga från "1970" innehåller en insändare från en tio år gammal Marge Bouvier. Titeln för avsnitten produceras som de har varit igång sedan 1950 och varje nummer är en del av den riktiga serien.

### Simpsons Classics
Simpsons Classics är namnet på serietidningarna från Bongo Comics som innehåller redan utgivna serieberättelser från Simpsons, med en lite del nytt material. Den första upplagan kom ut under sommaren 2004, därefter har till sommaren 2010 utgivits 25 nummer.

### Simpsons Comics
Simpsons Comics är en serietidning som utkommer månadsvis, baserad på tv-serien Simpsons. Det första numret publicerades 29 november 1993..
 Under september 2010 utkommer nummer 140.

### Simpsons Comics and Stories
Simpsons Comics and Stories var den första serietidningen utgiven av Bongo Comics och utgavs i januari 1993.
| Titel                                       | Manus                     | Teckning      |
| ------------------------------------------- | ------------------------- | ------------- |
| "Lo, There Shall Come... A Bartman!!"       | Steve Vance               | Steve Vance   |
| "Bring Me The Head Of El Barto"             | Bill Morrison             | Bill Morrison |
| "Maggie's Excellent Adventure"              | Cindy Vance & Steve Vance | Ray Supreme   |
| "Itchy & Scratchy's Power Tool Safety Tips" | Steve Vance               | Mike Polcino  |

### The Simpsons Futurama Crossover Crisis
The Simpsons Futurama Crossover Crisis är två historier utgivna i fyra serietidningar eller i en och samma seriebok där figurerna från Simpsons möter Futurama, fenomenet kallas crossover, som även använts i tv-serien och datorspelet The Simpsons Game. Båda är skapade av Matt Groening och finns som serietidningar av Bongo Comics. Serietidningen kommer släppas i Sverige under namnet "Simpsons Möter Futurama" den 25 oktober 2010 tillsammans med första numret av Simpsons Comics.

#### Utgåvor
| Nr | Utgivning     | Titel                                      | Manus       | Teckning    |
| -- | ------------- | ------------------------------------------ | ----------- | ----------- |
| 1  | augusti 2002  | "Chapter 1: Somewhere Over The Brain-bow!" | Ian Boothby | James Lloyd |
| 2  | december 2002 | "Chapter 2: Somewhere Over The Brain-bow!" | Ian Boothby | James Lloyd |
| 3  | januari 2005  | "Chapter 1: Slaves of New York!"           | Ian Boothby | James Lloyd |
| 4  | mars 2005     | "Chapter 2: Slaves of New York!"           | Ian Boothby | James Lloyd |
| 5  | mars 2010     | "The Simpsons Futurama Crossover Crisis"   | Ian Boothby | James Lloyd |

#### The Simpsons Futurama Crossover Crisis #5
| Titel                                      | Originalutgåva                            |
| ------------------------------------------ | ----------------------------------------- |
| "Chapter 1: Somewhere Over The Brain-bow!" | The Simpsons Futurama Crossover Crisis #1 |
| "Chapter 2: Somewhere Over The Brain-bow!" | The Simpsons Futurama Crossover Crisis #2 |
| "Hail to the Cat"                          | Simpsons Comics #87                       |
| "Who's Who in the New Revolutionary War?"  | Simpsons Comics #87                       |
| "Chapter 1: Slaves of New York!"           | The Simpsons Futurama Crossover Crisis #3 |
| "Chapter 2: Slaves of New York!"           | The Simpsons Futurama Crossover Crisis #4 |
| "Chili Chili Bang Bang"                    | Simpsons Summer Shindig #2                |

### The Simpsons Holiday Humdinger
The Simpsons Holiday Humdinger utkom i oktober 2004 och innehöll både nytt och gammalt material.
| Titel                                                                                  | Originalutgåva                                     |
| -------------------------------------------------------------------------------------- | -------------------------------------------------- |
| "Homer For The Holidays"                                                               | Simpson Comics #79                                 |
| "Angry Dad in "Wreck the Halls" by Bart Simpson"                                       |                                                    |
| "Kwik-E-Mart Last Minute Holiday Gift Spend-O-Rama!"                                   |                                                    |
| "Happy Non-Specific Semi-Festive Winter Gathering"                                     |                                                    |
| "Audio Holiday Collectibles"                                                           |                                                    |
| "The Further Adventures of Capt. Lance Murdock in Toy Form"                            | Simpson Comics #52                                 |
| "It's A Wonderful Knife"                                                               | Itchy & Scratchy Comics Holiday Hi-Jinx Special #1 |
| "Dr. Julius Hibbert's Family Practice Kwanza Letter!"                                  |                                                    |
| "Homer's Christmas Eve Adventure"                                                      |                                                    |
| "Angry Dad in "Resolution Disillusion" by Bart Simpson"                                |                                                    |
| "Merry Christmoe's"                                                                    |                                                    |
| "A Springfield Christmas Carol"                                                        | Simpson Comics #52                                 |
| "Worst Christmas Party Ever"                                                           |                                                    |
| "A Trip To Simpsons Mountain"                                                          | Simpson Comics #15                                 |
| "Bart Simpson in Con-nukah!"                                                           |                                                    |
| "Happy Holidays to Our Employees and Their Families from The Springfield Power Plant!" |                                                    |
| "My Christmas Day by Ralph Wiggum"                                                     |                                                    |
| "Worst Christmas Ever!"                                                                | Simpson Comics #52                                 |

### Simpsons Illustrated
Simpsons Illustrated var ett magasin till tv-serien Simpsons. Tidningen utgavs av Matt Groening, Bill Morrison, Cindy Vance och Steve Vance, tio nummer utgavs mellan 1991och 1993 och hade en upplaga på en miljon.
Magasinet innehåll intervjuer, biografier, serierutor och teckningar.
Samtliga serierutor om Simpsons skrev och tecknades av Bill Morrison. I magasinet fanns också serien, Arnold, som senare resulterade i den tecknade tv-serien Hey Arnold!. Tidningen innehöll också nyheter som tillhörde showen. Första numret lanserades 4 april 1991 och innehöll en kopia av ett nummer av Springfield Shopper.

### Simpsons Summer Shindig
Simpsons Summer Shindig utkommer i maj eller juni varje år sedan 2007 och innehåller nya serier från Bongo Comics och Simpsons.

#### Utgåvor
| Nr | Utgivning | Titel                                          | Manus           | Teckning       |
| -- | --------- | ---------------------------------------------- | --------------- | -------------- |
| 1  | juni 2007 | "Midday on the Midway"                         | Chris Yambar    | Phil Ortiz     |
| 1  | juni 2007 | "Bart vs Bart"                                 | Mary Trainor    | Jason Ho       |
| 1  | juni 2007 | "Homer's Guide To The Beach!"                  | Tony DiGerolamo | Marcos Asprec  |
| 1  | juni 2007 | "Bart Simpson's Report On Francis Scott Key"   | Tony DiGerolamo | Phil Ortiz     |
| 1  | juni 2007 | "Homer Beats the Heat"                         | Tony DiGerolamo | Phil Ortiz     |
| 1  | juni 2007 | "The Last Day of Summer Vacation"              | Tony DiGerolamo | Joey Hilges    |
| 2  | juni 2008 | "Simpsons au Naturel!"                         | James W. Bates  | Marcos Asprec  |
| 2  | juni 2008 | "Down in the Dumps"                            | Evan Dorkin     | John Delaney   |
| 2  | juni 2008 | "Chili Chili Bang Bang"                        | Ian Boothby     | James Lloyd    |
| 3  | juni 2009 | "D'oh Nuts!"                                   | Chris Yambar    | Ryan Rivette   |
| 3  | juni 2009 | "A Roaming Holiday"                            | Chris Yambar    | Carlos Valenti |
| 3  | juni 2009 | "The Riddle of Radioactive Rabbit"             | Scott Shaw      | Scott Shaw     |
| 3  | juni 2009 | "Moron Kombat!"                                | Evan Dorkin     | Phil Ortiz     |
| 4  | maj 2010  | "The Last Son of Krapton"                      | Pat McGreal     | John Costanza  |
| 4  | maj 2010  | "Dirty Laundry"                                | Carol Lay       | Carol Lay      |
| 4  | maj 2010  | "I. C. S. I. (Ice Cream Scene Investigators!)" | Eric Rogers     | James Lloyd    |
| 4  | maj 2010  | "Bartman Beyond"                               | Ian Boothby     | John Delaney   |

### Simpsons Super Spectacular
Simpsons Super Spectacular utkommer med två nummer varje år. Det första numret lanserades 2005. Serierna består huvudsakligen av hjältarna från tv-serien som Radioactive Man, Pieman, Bartman, Stretch Dude och Clobber Girl.

#### Utgåvor
| Nr | Utgivning     | Titel                                                           | Manus                    | Teckning         |
| -- | ------------- | --------------------------------------------------------------- | ------------------------ | ---------------- |
| 1  | oktober 2005  | "Holy Cow!! Has Pie Man Turned Evil?"                           |                          | Ty Templeton     |
| 1  | oktober 2005  | "The Crimespree on Springfield 2!"                              | Chuck Dixon              | Ty Templeton     |
| 1  | oktober 2005  | "The Origin of Radioactive Man"                                 | Batton Lash              | Batton Lash      |
| 1  | oktober 2005  | "The Little Boy with the Big Dream"                             | Batton Lash              | Batton Lash      |
| 1  | oktober 2005  | "Roargo"                                                        | Batton Lash              | Batton Lash      |
| 2  | februari 2006 | "The League of Extraordinary Barts!"                            | Ian Boothby              | John Delaney     |
| 2  | februari 2006 | "Bongos"                                                        | Batton Lash              | Dan Brereton     |
| 3  | juli 2006     | "The Coming of Gastritus"                                       | Tom Beland               | John Delaney     |
| 3  | juli 2006     | "Lure Lass and Weasel Woman: The Crimes of the Crazy Cat Lady!" | Batton Lash              | George Broderick |
| 3  | juli 2006     | "A League of Their Own"                                         | Ian Boothby              | John Delaney     |
| 4  | januari 2007  | "Bartman in: Shadow Apocalypse of The Sciencester!"             | Tom Peyer                | Ty Templeton     |
| 4  | januari 2007  | "Scream a Little Scream..."                                     | Jason Ho & Nathan Hamill | Jason Ho         |
| 4  | januari 2007  | "The Day Radioactive Man Quit!"                                 | Batton Lash              | George Broderick |
| 5  | juli 2007     | "Captain Cupcake and Pieboy!"                                   | Mike W. Barr             | James Lloyd      |
| 5  | juli 2007     | "Radioactive Man [in] Mufelatto, The Ailment Man"               | Batton Lash              | Ramona Fradon    |
| 6  | januari 2008  | "Interminable Crises"                                           | Batton Lash              | Tone Rodriguez   |
| 7  | juli 2008     | "Bartman in The Agony and the Ectoplasm"                        | Ian Boothby              | James Lloyd      |
| 7  | juli 2008     | "Radioactive Man in The House of Westinger!"                    | Batton Lash              | Bill Galvan      |
| 8  | januari 2009  | "The Sprint"                                                    | Ian Boothby              | Bill Morrison    |
| 8  | januari 2009  | "For Whom The Doorbell Tolls!"                                  | Scott Shaw               | Mike Kazaleh     |
| 8  | januari 2009  | "The True Origin of Radioactive Man"                            | Bill Morrison            | Tone Rodriguez   |
| 9  | juni 2009     | "The Best Radioactive Man Event Ever!: Part 3"                  | Batton Lash              | Tone Rodriguez   |
| 10 | januari 2010  | "The Brave and the Bald"                                        | Ian Boothby              | John Costanza    |
| 10 | januari 2010  | "Radioactive Man vs. Retroactive Man!"                          | Batton Lash              | Tone Rodriguez   |
| 10 | januari 2010  | "The Unleashed Legion!"                                         | Mike W. Barr             | Mile Kazaleh     |
| 11 | juni 2010     | "The Pieman of the World!"                                      | Mike W. Barr             | John Delaney     |
| 11 | juni 2010     | "I'm Rubber, You're Glue"                                       | Ian Boothby              | John Delaney     |
| 11 | juni 2010     | "The Death of Comic Book Guy! - Part One"                       | Ian Boothby              | John Delaney     |

### Simpsons Treasure Trove
Simpsons Treasure Trove är en samlingsvolym, som är utgiven i fyra delar mellan augusti 2008 och april 2009.

#### Utgåvor
| Nr | Utgivning     | Titel                                       | Originalutgåva                                 |
| -- | ------------- | ------------------------------------------- | ---------------------------------------------- |
| 1  | augusti 2008  | "Uncle Burn$"                               | Simpsons Comics #102                           |
| 1  | augusti 2008  | "Bartman - The 1001 Costumes of Bartman"    | Simpsons Comics #50                            |
| 1  | augusti 2008  | "Kill-er-up With Regular"                   | Simpsons Comics #15                            |
| 1  | augusti 2008  | "Balloon Payment"                           | Bart Simpson #11                               |
| 1  | augusti 2008  | "Bart Fink and the Mighty Mississip"        | Bart Simpson #12                               |
| 2  | december 2008 | "Hail to the Cat"                           | Simpsons Comics #87                            |
| 2  | december 2008 | "Bart's Fun Pages!"                         | Bart Simpson #20                               |
| 2  | december 2008 | "Homer vs. The Wallpaper"                   | Simpsons Comics #54                            |
| 2  | december 2008 | "Risky be the Rumpus Room"                  | Bongo Super Heroes #7 Starring Radioactive Man |
| 2  | december 2008 | "From Lichtenslava With Love"               | Bart Simpson #11                               |
| 3  | februari 2009 | "Wall or Nothing"                           | Simpsons Comics #50                            |
| 3  | februari 2009 | "Bart's Fun Pages!"                         | Bart Simpson #16                               |
| 3  | februari 2009 | "Grampa Bart"                               | Bart Simpson #23                               |
| 3  | februari 2009 | "My Sister, My Sidekick!"                   | Simpsons Comics #60                            |
| 3  | februari 2009 | "The Invisible Nerd!"                       | Bart Simpson #6                                |
| 3  | februari 2009 | "Homey Alone"                               | Simpsons Comics #24                            |
| 4  | april 2009    | "Don't Cry For Me, Jebediah!"               | Simpsons Comics #19                            |
| 4  | april 2009    | "The Crimespree on Springfield 2!"          | Simpsons Super Spectacular #1                  |
| 4  | april 2009    | "Bart's Junior Camper Demerit Badge Manual" | Bart Simpson #15                               |
| 4  | april 2009    | "The Case of the Missing Moon Waffles"      | Bart Simpson #7                                |
| 4  | april 2009    | "Bait and Cackle"                           | Bart Simpson #22                               |
| 4  | april 2009    | "Terror on Trioculon!"                      | Bart Simpson #3                                |

### Simpsons Winter Wingding
Simpsons Winter Wingding utkommer i november varje år sedan 2006 och innehåller nya serier från Bongo Comics och Simpsons.

#### Utgåvor
| Nr | Utgivning     | Titel                                        | Manus                                   | Teckning        |
| -- | ------------- | -------------------------------------------- | --------------------------------------- | --------------- |
| 1  | november 2006 | "Springfield's Letter to Santa"              | Paul Dini                               | Phil Ortiz      |
| 1  | november 2006 | "Angry Dad"                                  | Tony DiGerolamo                         | Jason Ho        |
| 1  | november 2006 | "Hot Cider in the City"                      | Tony DiGerolamo                         | Jason Ho        |
| 1  | november 2006 | "Photo Frame"                                |                                         |                 |
| 1  | november 2006 | "Homer's New Year Resolutions"               | Tony DiGerolamo                         | Joey Hilges     |
| 1  | november 2006 | "The Gift That Keeps on Giving"              | Evan Dorkin & Sarah Dyer                | John Costanza   |
| 1  | november 2006 | "Snow Falling on Cheaters"                   | Eric Rogers                             | Joey Nilges     |
| 2  | november 2007 | "The Christmas That Lasted Forever!"         | Chuck Dixon                             | Marcos Asprec   |
| 2  | november 2007 | "Otto's Gnarly Snowboarders Glossary"        | Tony DiGerolamo                         | Carlos Valenti  |
| 2  | november 2007 | "Brave Bart"                                 | Tony DiGerolamo                         | Carlos Valenti  |
| 2  | november 2007 | "Ralph vs. The Wild"                         | Tony DiGerolamo                         | John Costanza   |
| 2  | november 2007 | "that's so glavin!"                          | Eric Rogers                             | Joey Nilges     |
| 2  | november 2007 | "VSI: Valentive Scene Investigators!"        | Eric Rogers                             | John Delaney    |
| 3  | november 2008 | "Yes, Flanders, There is a Santa Claus"      | James W. Bates                          | Jeremy Robinson |
| 3  | november 2008 | "Scared Straight...To Jail"                  | Scott Shaw                              | John Costanza   |
| 3  | november 2008 | "Not A (Green, Slimy) Creature Was Stirring" | Ari Kaplan                              | Phil Ortiz      |
| 3  | november 2008 | "Hibernatin' Homer"                          | Misty Lee & Paul Dini                   | James Lloyd     |
| 4  | november 2009 | "Off The Grid!"                              | James W. Bates                          | Phil Ortiz      |
| 4  | november 2009 | "Are We There, Yeti?"                        | Chuck Dixon                             | Mike Kazaleh    |
| 4  | november 2009 | "The Landfill of Forbidden Toys"             | Chuck Dixon                             | John Costanza   |
| 4  | november 2009 | "Oh, Plow, Where Art Thou?"                  | Patric C.W. Verrone & Patric M. Verrone | Carlos Valente  |
| 4  | november 2009 | "'Twas the Eve Before Christmas"             | Patric M. Verrone                       | Mike Kazaleh    |